# إدي هاسل
إدي هاسل (مواليد 16 يوليو 1990 في كورسيكانا، تكساس - توفي 1 نوفمبر 2020 في المرج الكبير، تكساس)، هو ممثل سينمائي أمريكي.
توفي بتاريخ 1 نوفمبر، عام 2020.

## روابط إنترنت
- إدي هاسل في قاعدة بيانات الأفلام على الإنترنت